# فيتسنهاوزن
فيتسنهاوزن (بالألمانية: Witzenhausen) هي بلدة، مدينة و بلدة ألمانية تقع في Werra-Meißner-Kreis في ألمانيا. يقدر عدد سكانها بـ 15,864 نسمة .

## المدن التوأمة
مدن Saint-Vallier، Filton، فينيولا و محافظة كايونجا ‏ هي مدن توأمة لفيتسنهاوزن.

## أعلام
- إدوارد شرودر
- بودو أبيل
- هانز فون بيرليبش
- يوهان شفيبه
- كارل لودفيغ